# Дом Карева
Дом Карева (каз. Карев үйі) — историческое здание в Уральске (Казахстан), построенное по заказу купца Александра Трифоновича Карева в 1900 году в качестве доходного дома. Долгое время оставалось самым высоким зданием города. В здании размещались Офицерский клуб, два кинотеатра, магазины и гостиница. В настоящее время Дом Карева занимают Областная филармония имени Курмангалиева и Областная библиотека имени Молдагалиева. Памятник истории и культуры Казахстана республиканского значения.

## История
Несмотря на своё наименование, Дом Карева изначально строился в качестве доходного дома и для проживания купеческой семьи Каревых не предназначался. Самое грандиозное здание начала XX века в Уральске занимало почти весь квартал по Большой Михайловской и Мостовой улицам (улица Мостовая теперь носит имя Александра Карева). По многочисленным легендам, Карев погиб незадолго до завершения строительства, согласно одним — он сорвался со строительных лесов во время инспектирования хода строительства; по другим — покончил жизнь самоубийством, когда понял, что разорён в результате непомерных расходов на строительство. Строительство было завершено вдовой купца — Дарьей Фёдоровной Каревой.
Другая широко распространённая легенда рассказывает о том, что Александр Карев начал строительство огромного дома после ссоры с купцом Овчинниковым, гордившимся своим особняком и возможностью встречать восход за чашкой чая на любимом балконе. Устав от хвастовства, Карев заявил: «Полюбовался и хватит», — и закрыл вид на восход для Овчинникова громадой нового дома. Но, насолив сопернику, из-за собственной смерти не смог насладиться своей каверзой.
По завершении строительства первый этаж здания сдавался под магазины купцов Шмидта, Функа и самих Каревых. На втором этаже разместилось офицерское собрание, затем — Коммерческий клуб. Здесь же разместились два кинотеатра — «Электро-биоскоп Пате» и «Парижский кинематограф». Третий этаж здания занимали гостиничные номера, о чём свидетельствовала надпись на торце здания, исчезнувшая после покраски. Позднее часть третьего этажа заняли классы мужской гимназии. Дом изначально был электрифицирован. Строительством электростанции, снабжавшей электроэнергией, кроме доходного дома, дома по соседству, а также фонари освещения вдоль всей Большой Михайловской улицы, и её последующим управлением заведовал зять Александра Карева — инженер Винклер. У казахов дом сразу же получил прозвище «нар уй» — «дом-верблюд», из-за огромного размера и двух характерных «горбов» на крыше здания.
Во время Гражданской войны в стену здания влетел артиллерийский снаряд, остававшийся памятью о боях вплоть до 1959 года, когда власти сочли всё же за лучшее удалить опасный предмет и заменить его на муляж, но при очередном ремонте избавились и от него. После революции в доме разместился Дворец труда имени Карла Маркса. В номерах третьего этажа организовали гостиницу — в разные годы в ней останавливались писатели П. П. Вершигора, Н. И. Рыленков, Е. Н. Пермитин, Т. М. Жароков, Г. М. Мусрепов, И. П. Шухов, Х. Есенжанов, А. И. Алдан-Семёнов. С переименованием в 1934 году Мостовой улицы в улицу имени Кирова Дом Карева порой стали называть домом Кирова. Возможно, что власти пытались таким образом стереть память о купеческом происхождении дома, но возможно, что это происходило непроизвольно по созвучию. Настоящее имя Дома Карева при этом забыто не было. В годы войны в доме размещался госпиталь.
После войны в залы второго этажа въехала Западно-Казахстанская областная филармония, концертный зал Дома Карева считался одним из лучших в Казахстане по качеству звучания. На третьем этаже разместились редакции областных газет «Приуралье» и «Орал онiри», а в помещениях первого этажа — областная библиотека имени Максима Горького. Первого за многие годы капитального ремонта Дом Карева дождался в 2001 году, администрация области пригласила для проведения работ иностранного подрядчика. Средств не хватило на ремонт всего здания, значительно обновились помещения, занимаемые филармонией. Главная претензия к строителям у жителей города возникла по поводу покраски наружных стен здания, при этом была закрашена историческая надпись «Номера» на одной из торцевых стен.
В 2023 году Дом Карева подвергся частичной реставрации — переднему и боковому фасадам вернули первоначальный кирпичный цвет, удалив краску, нанесённую в ходе ремонта начала 2000-х годов. Работами руководил Западно-Казахстанский филиал «Казреставрация», фасады здания были обработаны пескоструйной установкой. Ремонту также подверглись водосточные трубы, двери, ворота, часть деформированных металлических решеток. На претензии общественности, что ремонта требовало гораздо больше элементов конструкции здания, представители Министерства культуры и информации РК ответили, что были проведены лишь те приоритетные работы, которые укладывались в выделенный бюджет в 40 миллионов тенге.